# Конаныхин, Александр Павлович
Александр Павлович Конаны́хин (род. 25 сентября 1966, Осташков, Калининская область РСФСР) — один из первых банкиров постсоветской России, американский предприниматель.

## Биография

### Детство и юность
Родился 25 сентября 1966 года.
В 1983 году закончил 33-ю школу города Ярославля. Поступил в МФТИ на Факультет аэрофизики и космических исследований. С осени 1985 года подрабатывал на стройке. Создал собственную бригаду, по его словам, коммерчески успешную (в первое лето бригада смогла заработать 22 тысячи рублей).
В 1986 году произошёл первый в череде конфликтов Александра Конаныхина с советской, а позднее и с российской властью. Согласно протоколам комитета ВЛКСМ МФТИ, за проведённые с использованием положения старосты группы махинации с профкомовскими талонами в столовую № 4, в 1986 году был комсомольским собранием группы исключён из ВЛКСМ. Решение было утверждено последовательно курсовым бюро, факультетским, а затем и Комитетом комсомола МФТИ. Однако в 1987 году ему удалось отменить исключение из ВЛКСМ, подав апелляцию на него в Мытищинский горком комсомола. Сам Александр рассказывает об этом иначе — по его словам, исключение произошло за занятия ремонтно-строительным бизнесом с формулировкой «за делячество и распределение денежных средств не по труду».

### Коммерческая и политическая деятельность в России
В 1986 году Александр организовал кооператив «Жилремстрой», в котором к 1991 году, по его словам, работало около 600 человек.
В 1990 году стал одним из первых брокеров, получив место в только открывшейся бирже.
В сентябре 1991 года Александр Конаныхин вернулся из Будапешта в Москву. Из аэропорта его повезли в бывшую резиденцию главы советского правительства Николая Рыжкова. Там он прожил три месяца, а потом переселился в новый дворец — президентский, который первоначально строился для Михаила Горбачева. Ему выделили служебный бронированный ЗИЛ и охрану.
В 1991 году Александр Конаныхин руководил Всероссийским биржевым банком (ВББ), через который шла половина всех валютных операций в стране. Финансировал избирательную кампанию Бориса Ельцина в депутаты Верховного совета РСФСР, когда Ельцин ещё был «в опале». Его состояние оценивалось тогда в 300 миллионов долларов.
В 1992 году в Будапеште Александр был захвачен в заложники бывшими сотрудниками КГБ.
В 1993 году Конаныхин создал European Union Bank — Банк Европейского союза (БЕС). По словам Конаныхина, он учредил БЕС совместно с М. Б. Ходорковским. БЕС был дочерней компанией «Менатепа», вице-президентом которого являлся Конаныхин. Александр участвовал в управлении банком до 1996 года.

### Политическое убежище в США
В 1996 году Конаныхин по обвинению, сфабрикованному российскими властями, попал в американскую тюрьму. В 1997 году его оправдали и выпустили, в 1999 году ему было выплачено 100 тысяч долларов компенсации и предоставлено политическое убежище.
21 ноября 2003 года Апелляционная коллегия по иммиграционным делам США лишила Конаныхина статуса политического беженца, мотивируя это тем, что «не существует никаких доказательств того, что правительство России использует уголовное судопроизводство в качестве инструмента политического преследования». Конаныхин подал апелляцию. В марте 2004 года дело против Конаныхина в России было прекращено как неправомерно возбуждённое. Тем не менее, судья федерального иммиграционного суда в городе Александрия Джон Брайант 18 сентября 2007 года признал, что в случае депортации в Россию Конаныхину грозит «смертельная опасность», так как он является «откровенным критиком президентов Ельцина и Путина».
Спустя 15 лет жизни в США (из них 15 месяцев, проведённых в тюрьмах) и после шести слушаний в федеральных и иммиграционных судах бывший российский банкир Александр Конаныхин получил политическое убежище в США.
В 2009 году вышел триллер The Hunted (ISBN 0-446-19559-6), основанный на фактической биографии Конаныхина. Книгу написал автор нескольких бестселлеров Брайан Хейг, сын бывшего Госсекретаря США Александра Хейга. Роман посвящён жене Конаныхина Елене, которая умерла незадолго до выхода книги в свет.
27 февраля 2022 года бизнесмен объявил награду в 1 млн долл. США за «голову» президента России Владимира Путина в связи со вторжением России на Украину.
Александр написал в своём Facebook-аккаунте:

Я обещаю выплатить 1 000 000 долларов офицеру (офицерам), которые, выполняя свою конституционную обязанность, арестуют Путина как военного преступника в соответствии с российским и международным законодательством. Путин не президент России, поскольку он пришёл к власти в результате спецоперации по подрыву жилых домов в России, а затем нарушил Конституцию, отменив свободные выборы и убив своих оппонентов. Как этнический русский и гражданин России, я считаю своим моральным долгом способствовать денацификации России. Я буду продолжать оказывать помощь Украине в её героических усилиях противостоять натиску путинской Орды.
Оригинальный текст (англ.)I promise to pay $1,000,000 to the officer(s) who, complying with their constitutional duty, arrests Putin as a war criminal under Russian and international laws. Putin is not the Russian president as he came to power as the result of a special operation of blowing up an apartment building in Russia, then violated the Constitution by eliminating free elections and murdering his opponents. As an ethnic Russian and a Russia citizen, I see it as my moral duty to facilitate the denazification of Russia. I will continue my assistance to Ukraine in its heroic efforts to withstand the onslaught of Putin's Orda.

### Американский предприниматель
Одной из первых американских компаний, созданных Конаныхиным, стал американский филиал московского рекламного агентства Greatis.
В 1997 году Конаныхин основал компанию KMGI.com (интернет-бизнес), занимающуюся продажей программного обеспечения и новыми рекламными технологиями. К 2003 году компания имела уже двести сотрудников и офис в Empire State Building. Партнёром по компании является жена Конаныхина, Сильвина, бывший вице-президент компании Visa в США.

## Книга
- Defiance: How to Succeed in Business Despite Being Hounded by the FBI, the KGB, the INS, the Department of Homeland Security, the Department of Justice, Interpol, and Mafia Hitmen Renaissance Publishing, 2006. ISBN 978-0-9727377-0-8[15][16] («Вызов. Как преуспеть в бизнесе, когда за вами охотятся ФБР, КГБ, американская миграционная служба, департамент отечественной безопасности, департамент юстиции, Интерпол и мафиозные киллеры»).